# Викрадення сабінянок (Джамболонья)
«Викрадення сабінянок» (італ. Ratto delle sabine) — мармурова скульптура флорентійського скульптора Джамболоньї, класичний зразок скульптури маньєризму, визнаний шедевр майстра. Умовно припускається, що композиція зображує сцену з римської легенди про викрадення римлянами сабінських жінок (так звана «Сабінська війна»).

Скульптура виготовлена із цілісного блоку білого мармуру, який вважається найбільшим, коли-небудь доставленим у Флоренцію. Це був перший випадок у європейській скульптурі, коли була створена багатофігурна композиція, на яку можна дивитися з декількох позицій. Джамболонья також створив мармуровий п'єдестал із бронзовими рельєфами. З 1583 року ця статуя знаходиться в Лоджії Ланці у Флоренції.
«При створенні цієї скульптурної групи у майстра не було ніякого конкретного задуму — він лише хотів змусити замовкнути тих критиків, які засумнівалися в його здатності створити монументальну скульптуру із мармуру. Болонья обрав композицію, яка здавалась йому найбільш важкою — три об'єднані спільною дією фігури з контрастними характерами. Після суперечок про те, що ж означає ця група, вчені-сучасники скульптора прийшли, нарешті, до висновку, що найбільш відповідна для неї назва — .
Скульптура зображує три людські фігури: римлянина, сабинську жінку і чоловіка-сабінця. За задумом автора вона може бути зрозуміла як метафора любові і боротьби за неї.
Композиційно фігури закручені у спіраль, яка вписується в циліндр. Болонья прагнув продемонструвати цією скульптурою, насамперед, свою віртуозність. Він вирішив створити таку масштабну композицію, яка давала б художнє враження не тільки з однієї, але й з усіх сторін. Раніше такі композиції створювалися тільки у бронзі й в набагато меншому масштабі. Джамболонья досяг своєї мети, однак це далося йому ціною насильства над природністю поз зображеної їм групи. Фігури «з легкістю виконують свою добре вивчену хореографічну вправу, але тут, як і майже у всій елліністичній скульптурі, зовсім відсутній емоційний смисл. І, дійсно, скульптурна група захоплює домірністю і продуманістю, але в ній не відчувається справжнього пафосу».
Джамболонья завершив роботу над скульптурою у 1582 році за допомогою П'єтро Франкавілли, вона так сподобалася Франческо Медічі, що у січні 1583 року він встановив її в Лоджії Ланці.

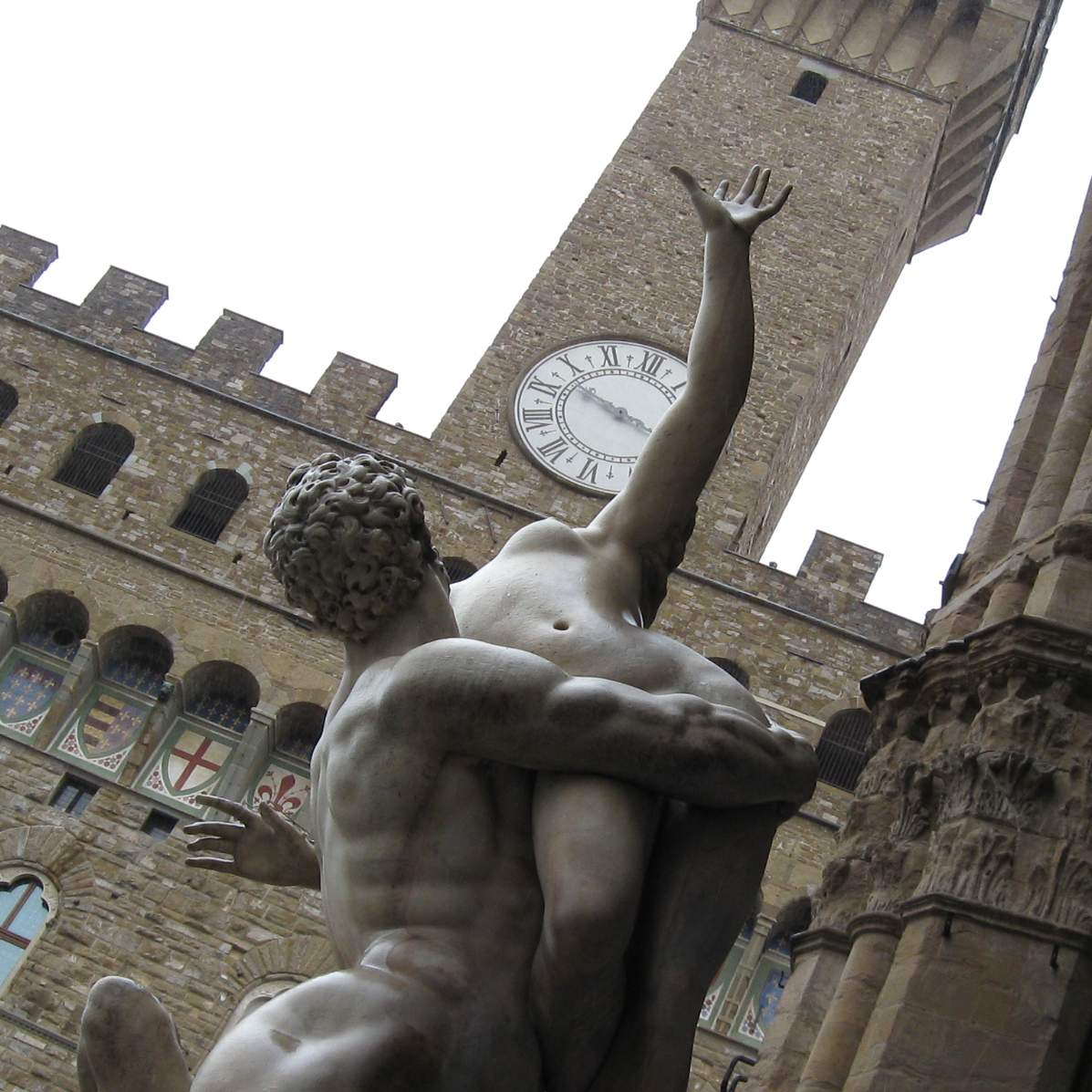
Джамболонья. Викрадення сабінянок.
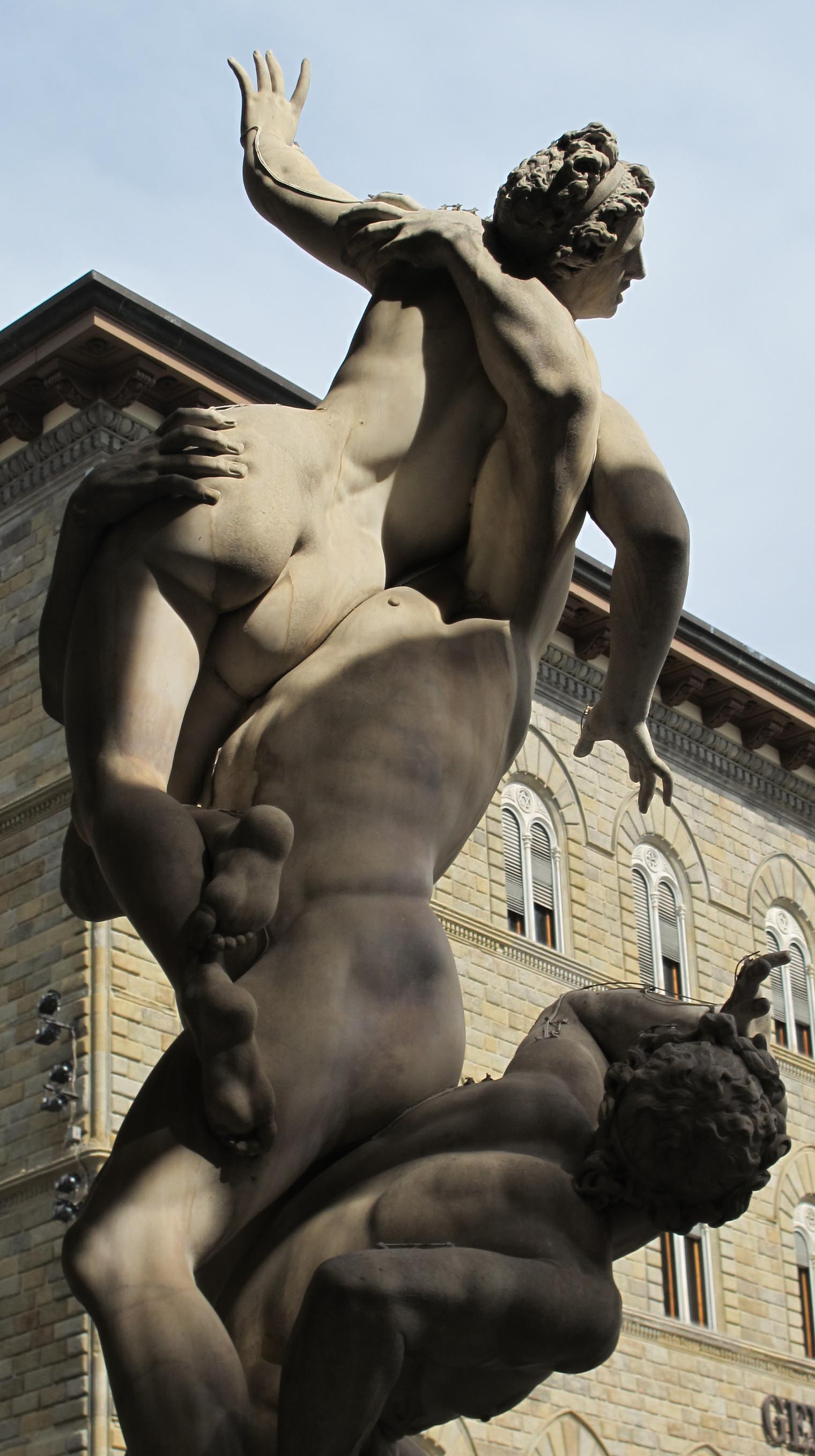
Джамболонья. Викрадення сабінянок.
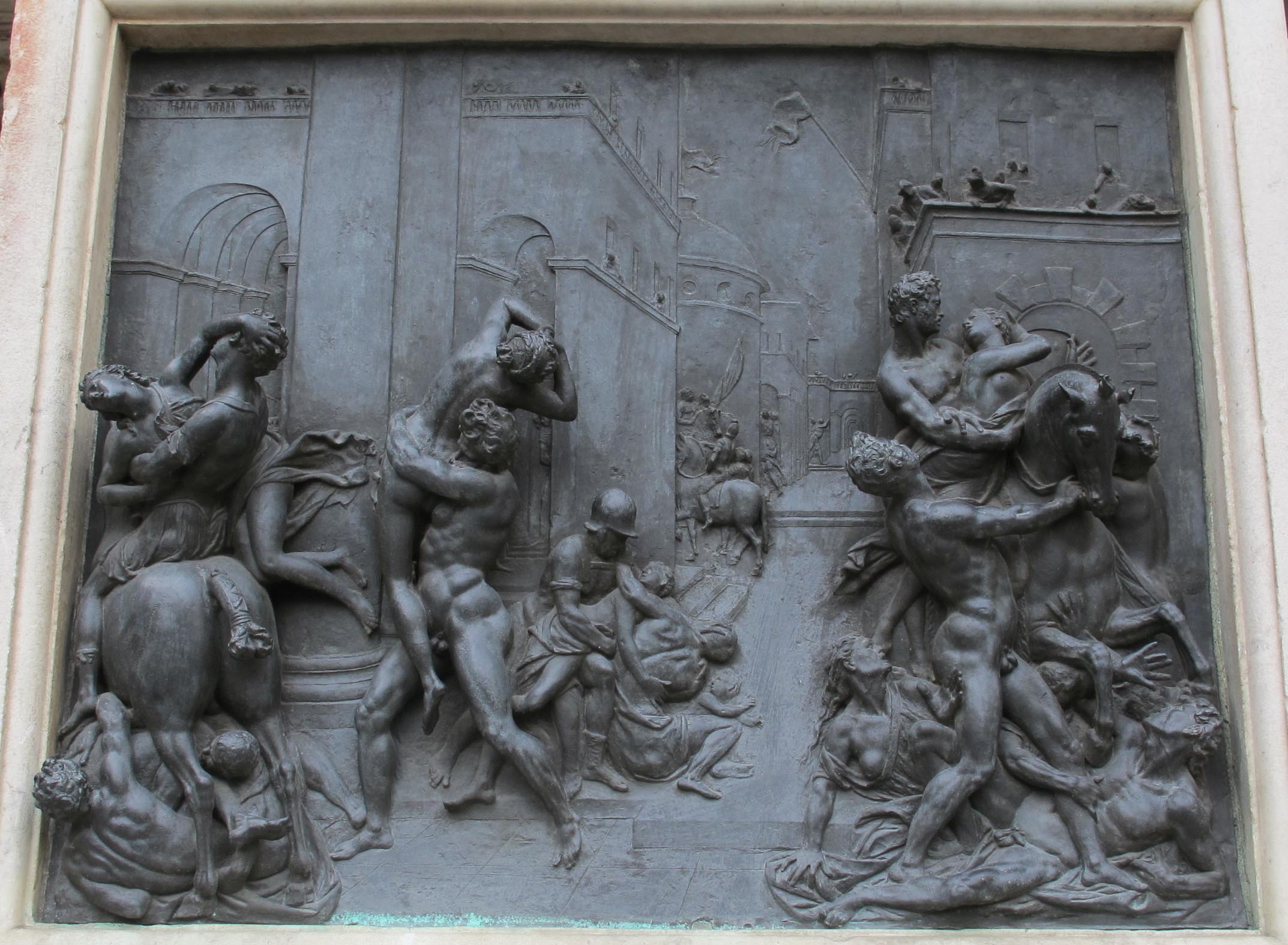
Статуя та бронзовий барельєф постаменту